# Гленн Фредли
Гленн Фредли Девиано Латуихамалло (индон. Glenn Fredly Deviano Latuihamallo; 30 сентября 1975, Джакарта — 8 апреля 2020, Джакарта) — индонезийский певец, автор песен, актёр и продюсер. Был известен под сценическим именем Гленн Фредли. Являлся католиком.

## Краткая биография и творчество
Родился в семье выходцев с Молуккских островов. Был старшим из пяти детей.
Карьера певца началась после победы на певческом конкурсе Cipta Pesona Bintang в 1995 г.. В том же году присоединился к рок-группе Funk Section. В 1996 г. стал финалистом фестиваля «Голос Азии» (Алма-Ата). В 1998 вышел из группы и сразу же выпустил сольный альбом «Гленн». В 2000 г. был презентован второй альбом «Возвращение» с синглом «Белая любовь».
В 2009 г. выступил в концерте на фестивале джаза Явы, посвящённом индонезийскому певцу Хрише, поклонником которого он был, и организовал концерты в пяти городах Индонезии, посвящённые памяти своего кумира — американского певца Майкла Джексона. В 2011 г. вместе с Томпи и Санди Сондоро создал трио Trio Lestari (Вечное трио). В 2012 г. отметил 17 годовщину творчества концертом в переполненном дворце спорта «Гелора Бунг Сукарно» (7,5 тыс. зрителей). В 2014 г. выступил продюсером фильма «Свет с Востока: я молукканец», получившим приз за лучший фильм на Кинофестивале Индонезии.
В своём творчестве живо откликался на важные события в стране: песня «Мы и они», посвящённая жертвам цунами в Аче (2005), песня «Земля обетованная», посвящённая событиям в провинции Папуа (2011), и др. В 1998—2012 гг. записывал диски в компании Sony Music Indonesia, в 2012—2014 гг. — Royal Prima Musikindo, c 2014 г. — в собственной студии Musik Bagus. Всего выпустил более 10 альбомов. Снялся в двух фильмах и в трёх фильмах выступил продюсером.
Умер от менингита. Похоронен на кладбище TPU в Tanah Kusir, Jakarta Selatan.

## Награды
- Победитель конкурса Cipta Pesona Bintang (1995)
- Музыкальная награда Индонезии (2001)
- 8 наград AMI (2001, 2005, 2006)[5]
- Награда Maia (2014)
- Приз за лучший фильм на Кинофестивале Индонезии (2014)

## Семья
- Отец Хенки Дэвид Латуихамалло
- Мать Линда Мирна Сиахая Латуихамалло
- Первая супруга Певица Леви Сандра (с 2006 по 2009 гг., развод)
- Вторая супруга певица дангдута Мутиа Айю (с 2019 г.)
- Дочь Гева Атлана (р. 2020)

## Дискография[6]
- GLENN' (1998)
- Kembali (Возвращение, 2000)
- Selamat Pagi, Dunia (Доброе утро, земля, 2003)
- Selamat Pagi (Доброе утро, земля, 2004)
- DVD & CD Selamat Pagi, Dunia (Доброе утро, земля, 2004)
- OST Cinta Silver (Серебряная любовь,2005)
- Aku dan Wanita (Я и женщина, 2006)
- Terang (Свет, 2006)
- Happy Sunday (2007)
- Private Collection (2008)
- DVD Tribute to Chrisye (2009)
- Lovevolution (2010)
- DVD Lovevolution Live in Esplanade (2010)
- Luka, Cinta & Merdeka (Рана, любовь & независимость, 2012)
- DVD Glenn Fredly & The Bakuucakar live at Lokananta (2012)
- Romansa Ke Masa Depan (Романтика будущего, 2019)

## Фильмография[7]
- Tanda Tanya (Вопрос, 2011, актёр)
- Cahaya Dari Timur: Beta Maluku (Свет с Востока: я молукканец, 2014, продюсер)
- Filosofi Kopi (Философия кофе, 2015, продюсер)
- Surat dari Praha (Письмо из Праги, 2016, продюсер, композитор)
- Pretty Boys (2019, актёр)